# Веселинове

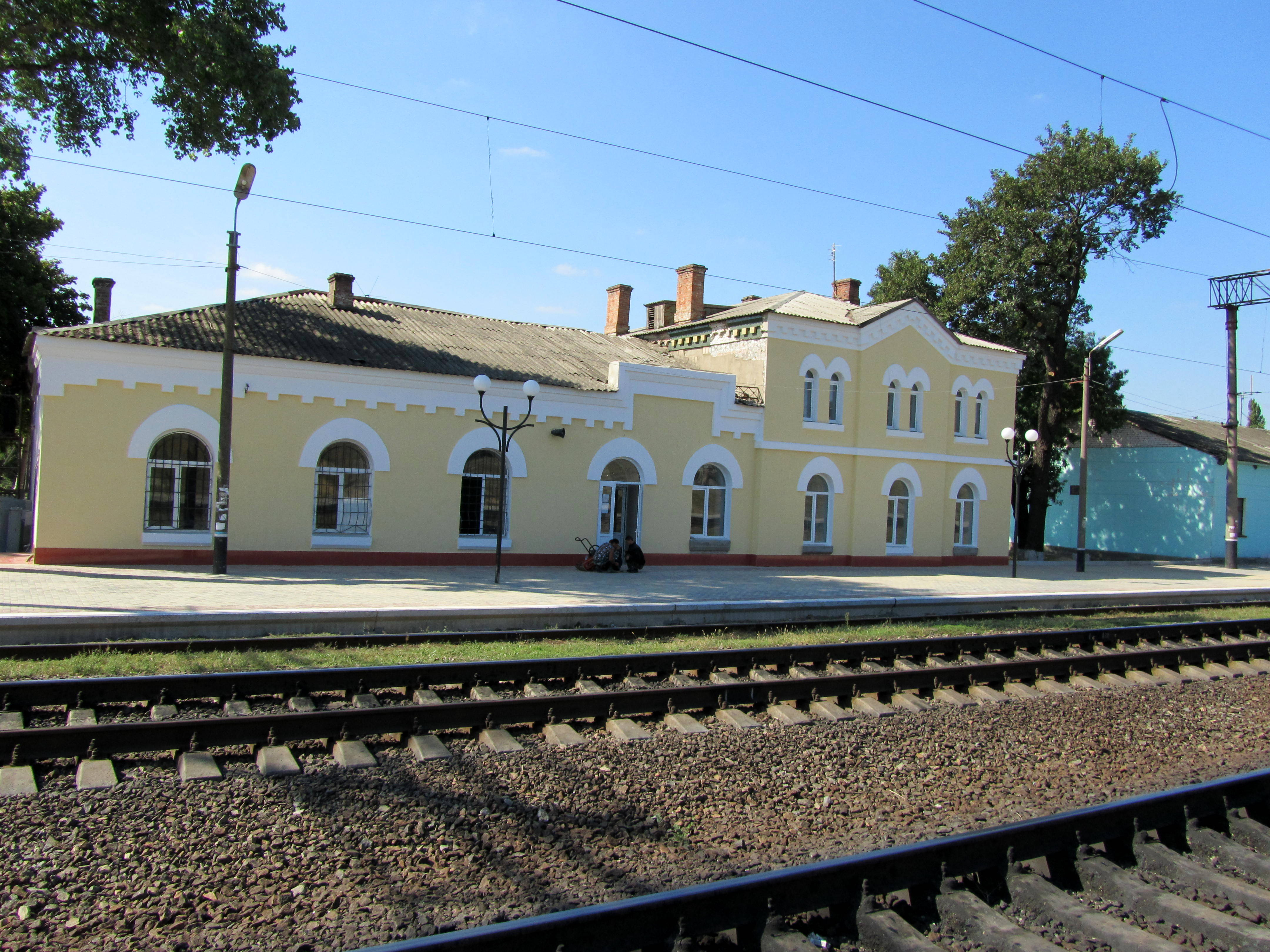
Залізничний вокзал

Весели́нове — селище у Вознесенському районі Миколаївської області України, адміністративний центр Веселинівської селищної громади.

## Населення
- 2001 — 7186
- 2011 — 6218
- 2019 — 5785

### Мова
Рідна мова населення за даними перепису 2001 року:
| Мова            | Кількість | Відсоток |
| --------------- | --------- | -------- |
| українська      | 6753      | 93.97%   |
| російська       | 360       | 5.01%    |
| румунська       | 25        | 0.35%    |
| вірменська      | 19        | 0.26%    |
| ромська         | 11        | 0.15%    |
| білоруська      | 9         | 0.13%    |
| гагаузька       | 4         | 0.06%    |
| болгарська      | 1         | 0.01%    |
| німецька        | 1         | 0.01%    |
| інші/не вказали | 3         | 0.05%    |
| Усього          | 7186      | 100%     |

## Історія
Заселення Північного Причорномор'я, де і знаходиться Веселинове, почалося в період пізнього палеоліту, тобто приблизно 15-16 тис. років тому. Однак стоянок прадавніх людей на території Веселинівщіни того періоду не виявлено, хоча в 50 км від Веселинова — у селі Олександрівка Вознесенського району — знайдені сліди мезолітичних мисливців.
Не переривалося життя на цій території і в епоху міді та бронзи.
У IX—VIII століттях до н. е. на території сучасної Миколаївщини жили кімерійці, а згодом їх витіснили племена скіфів, сліди яких збереглися на околицях Веселинова — тут знайдено близько 20 курганів епохи бронзи, скіфського та сарматського періоду.
Поселень слов'янських племен на території Веселинова не знайдено, так само як і поселень Київської Русі і Великого князівства Литовського.
З XV по XVIII століття територія Веселинова входила до складу Туреччини.
За Ясським мирним договором 1791 року Росія анексувала Очаківську землю, або Ханську Україну (правий берег річки Південний Буг). З цього часу і починається державна російська колонізація краю і в тому числі Веселинівщини. В історії Північного Причорномор'я важливе місце займає Григорій Олександрович Потьомкін. Під його керівництвом відбувалося завоювання Північного Причорномор'я, штурм Очакова, анексія Криму Російською імперією, заселення степів колоністами.
В кінці XVIII століття, за велінням імператриці Катерини II, Потьомкіним було організовано переселення в ці місця жителів Центральної Європи, в основному, з німецьких князівств. Російська держава взяла на себе всі витрати з переселення, включаючи харчування переселенців в дорозі. Німецьких колоністів на 10 років звільняли від податків, земельної повинності, рекрутських наборів і військових постоїв. Їм гарантувалася свобода віросповідання. Кожна сім'я отримувала по 60 десятин землі у вічне і спадкове користування. Так в західній частині Миколаївщини з 1809 по 1832 роки виникли німецькі колонії Раштад (Поріччя), Рорбах (Новосвітлівка), Ландау (Широкий лан), Ватерло (Ставки) та інші. Але все ж більшість переселенців (приблизно 120 тис. Селян) було з Північного Уралу та Центральної Росії. Тоді ж землі по берегах річки Чічіклеі Катерина II подарувала полковнику Веселинове — в числі інших російських дворян, яким роздали 4,5 млн десятин завойованих земель. На ці землі поміщики переселяли своїх кріпаків. На землях полковника Веселинова з'явилося однойменне село — Веселинове. У 2-й половині XIX століття його перейменували в Олександрівку — по імені дочки поміщика, але в кінці XIX століття йому повернули стару назву. З моменту заснування на початку 1790-х рр., село Веселинове входило в Ольвіопольський повіт спочатку Катеринославської, з 1797 по жовтень 1802 рр. — Новоросійської, з жовтня 1802 по травень 1803 — Миколаївської, а з травня 1803 р.- Херсонської губернії.
Указом від 19 жовтня 1825 був утворений Одеський повіт за рахунок частини Херсонського і Тираспольського повітів, але ця реорганізація Веселинове не торкнулася — він залишився в Ольвіопольському повіті. У 1828 році Ольвіопольський повіт був скасований, і частина його території разом з Веселинове відійшла до Тираспольському повіту.
У 1834 році від Тираспольського повіту була відділена частина території, на якій був утворений новий повіт — Ананьївський. До нього увійшло і село Олександрівка (Веселинове) Покровської волості. І перебувало воно в такому підпорядкуванні аж до територіально-адміністративних реформ початку XX століття.
Розвивалося село дуже повільно, про що свідчить статистика чисельності населення протягом ряду років:
- 1859 рік — 30 кріпаків
- 1874 рік — 56 селян
- 1887 рік — 66 селян
- 1896—117 чол.
- 1914 рік — 800 чол.
- 1924 рік — 1001 чол.

До 1918 року Веселинове було одним з сіл, яких було досить багато в Північному Причорномор'ї, і тільки в січні 1918 року воно стало волосним центром Ананьївського повіту Херсонської губернії, а в лютому 1920 року — волосним центром Ананьївського повіту Одеської губернії. Мабуть, це стало можливим тому, що через Веселинове проходив як поштовий тракт Одеса — Київ, так і залізниця Одеса — Бахмач. Ця дорога з'єднувала волость з центральними містами набагато швидше, ніж попередній волосний центр — Покровка (хоча в Покровці було 484 двори з 2773 жителями).
У 1939 році Веселинове стало районним центром Одеської області. Під час німецько-радянської війни в 1941—1943 роках. селище знаходилося під німецькою окупацією. У Миколаївську область Веселинове увійшло в якості районного центру в травні 1944 року.
У 1963 році Веселинівський район був розформований, проте в 1965 році Веселинове знову стало районним центром Миколаївської області, яким воно залишалося аж до 2020 року, коли цей район було скасовано, а селище міського типу увійшло до складу укрупненого Вознесенського району, ставши центром однойменної громади.
У 1969 році чисельність населення становила 5,4 тис. осіб.
Станом на початок 1971 року тут діяли прядив'яний завод і інкубаторно-птахівнича станція.
У січні 1989 року чисельність населення становила 8123 чоловік .
Станом на 1 січня 2013 року чисельність населення становила 6104 людини.

## Персоналії
- Бельцов Георгій Іванович — український художник, автор картин за мотивами творчості Тараса Шевченка.
- Волощук Сергій Сергійович (1991—2023) — молодший сержант збройних сил України, учасник російсько-української війни. Герой України (2025, посмертно).
- Дога Олег В'ячеславович (1981—2014) — солдат резерву, стрілець батальйону оперативного призначення Київської конвойної бригади Національної гвардії України. Загинув у зоні АТО.
- Зілінський Віктор Миколайович (1967—2014) — солдат ЗСУ, учасник російсько-української війни.
- Таїсія Вікол — відома травниця. Знає, коли саме треба збирати трави й квіти, щоб ті не втратили лікувальні властивості; як їх зберігати й коли саме застосовувати, адже займається цим уже понад 50 років.[3]